# Vallisneria nana
Vallisneria nana är en dybladsväxtart som beskrevs av Robert Brown. Vallisneria nana ingår i släktet Vallisneria och familjen dybladsväxter. Inga underarter finns listade.